# 彰化縣立田中高級中學
彰化縣立田中高級中學（英語：Changhua County Tianjhong Senior High School，簡稱田中高中）是位於彰化縣田中鎮的公立完全中學，鄰近台鐵田中車站。

## 校史
- 1955年8月17日，彰化縣政府核准籌備，8月20日奉准招生。
- 1957年10月28日，正式奉准設校，定名為彰化縣立田中初級中學。
- 1968年8月，改為彰化縣立田中國民中學，校址設於田中鎮南路里文化街二十三號。
- 1992年9月，原彰化少年輔育院附設立德補校國中部由彰化縣立田中國民中學奉令接辦，正式成立為田中國中補校分校。
- 2011年8月正式改制，更名為「彰化縣立田中高級中學」，為彰化縣第四所縣立高中。[1]

## 歷任校長
| 姓名   | 任期   | 上任           | 卸任           |
| ------ | ------ | -------------- | -------------- |
| 沈乃光 | 第一任 | 1955年8月17日  | 1960年9月3日   |
| 杜家驤 | 第二任 | 1960年9月3日   | 10月13日       |
| 朱綺文 | 第三任 | 1960年9月13日  | 1963年9月3日   |
| 林植藩 | 第四任 | 1963年9月3日   | 1966年10月25日 |
| 郭治華 | 第五任 | 1966年10月25日 | 1977年11月30日 |
| 林棟材 | 第六任 | 1978年2月26日  | 1989年8月1日   |
| 呂春福 | 第七任 | 1989年8月1日   | 1991年8月1日   |
| 蔡平和 | 第八任 | 1991年8月1日   | 1996年9月4日   |
| 林慶國 | 第九任 | 1996年9月4日   | 2008年8月1日   |
| 潘福來 | 第十任 | 2008年8月      | 2019年7月      |
| 張淑女 | 現任   | 2019年8月      |                |

## 外部連結
- 田中高中首頁 （页面存档备份，存于）